# Chemometrics and Intelligent Laboratory Systems
Chemometrics and Intelligent Laboratory Systems is een internationaal, aan collegiale toetsing onderworpen wetenschappelijk tijdschrift op het gebied van de regeltechniek en de chemometrie. De naam wordt in literatuurverwijzingen meestal afgekort tot Chemometr. Intell. Lab. Syst. Het wordt uitgegeven door Elsevier namens de Chemometrics Society en verschijnt 10 keer per jaar. Het eerste nummer verscheen in 1986.